# Schloßmühle Liebenthann

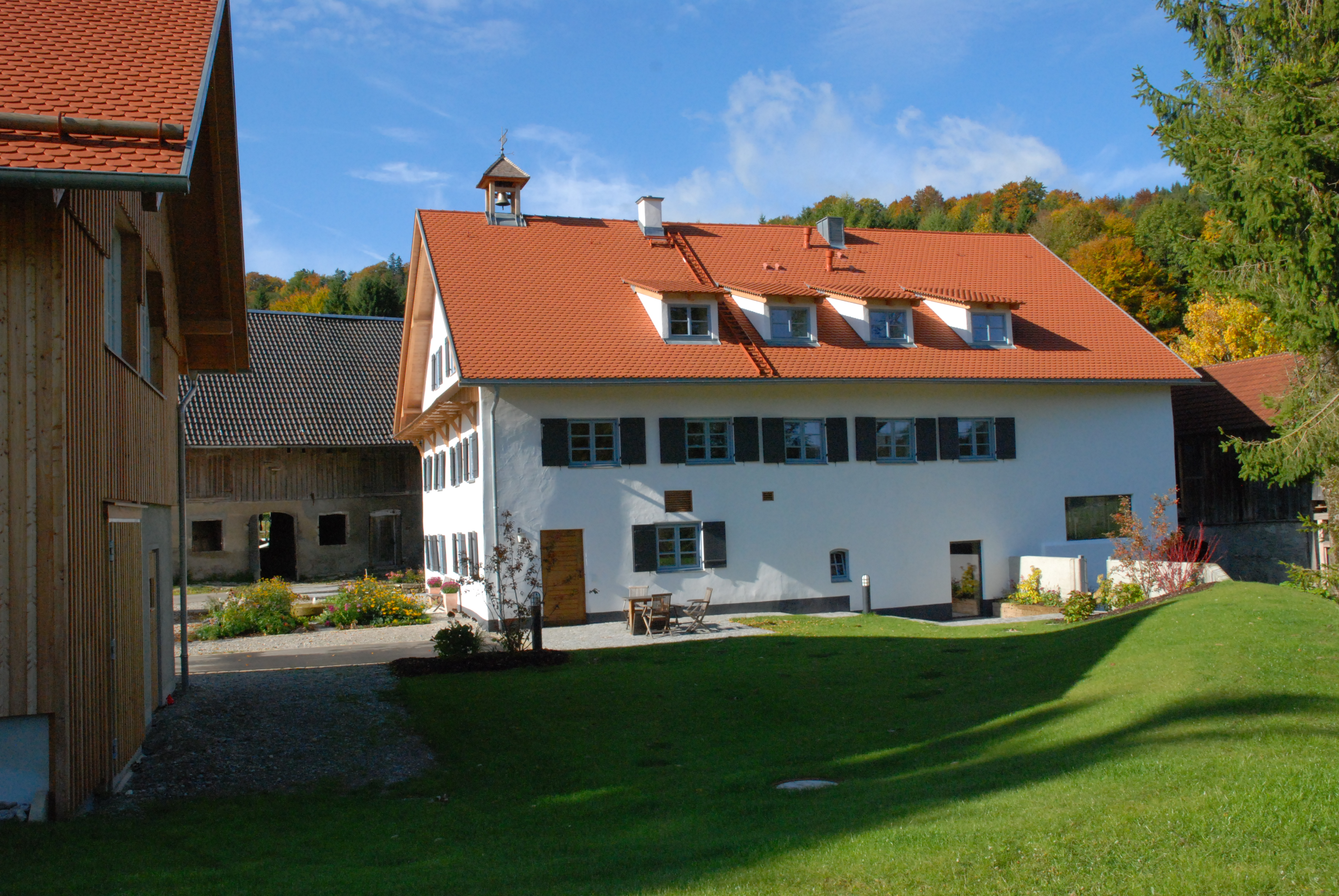
Schloßmühle Liebenthann

Die Schloßmühle Liebenthann liegt zwischen Obergünzburg und Ronsberg im Landkreis Ostallgäu in Bayern.

## Lage
Die Schloßmühle Liebenthann der untergegangenen Burg Liebenthann liegt auf der Höhe 713 Meter über Normalnull an der östlichen Günz auf der Gemarkung Burg der Gemeinde Obergünzburg.

## Geschichte und Beschreibung

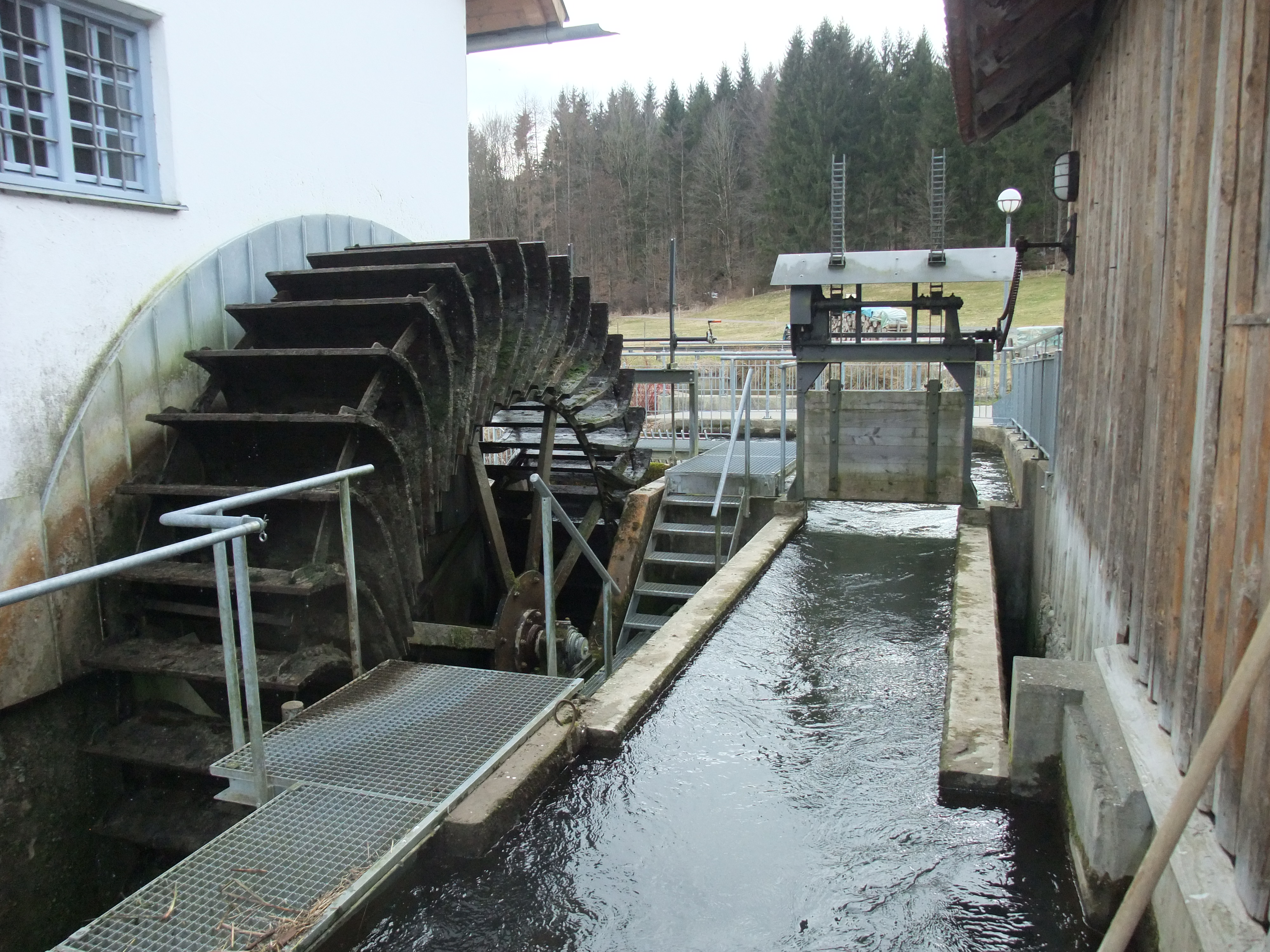
Mühlrad

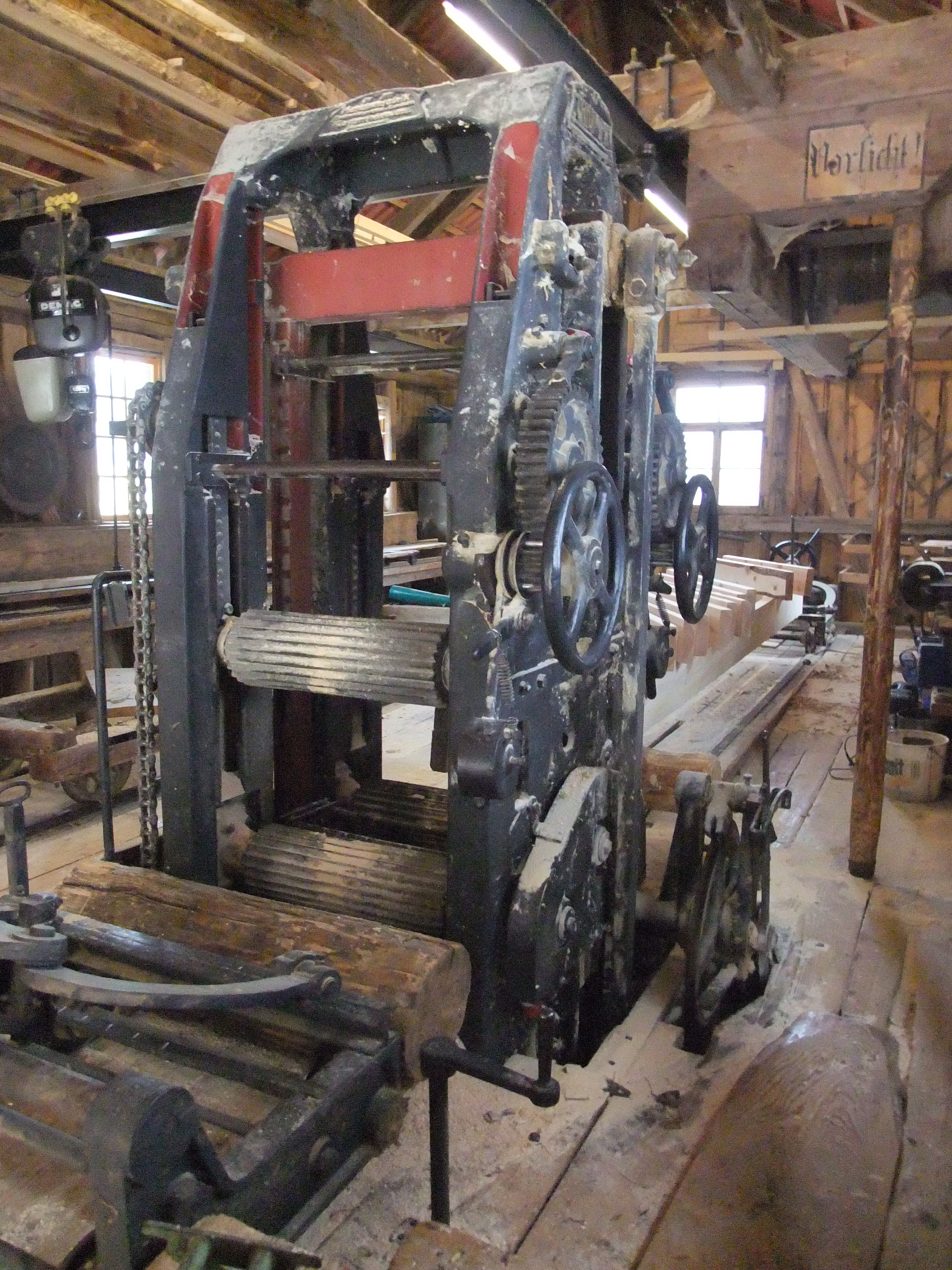
Sägewerk mit historischem Sägegatter (Baujahr 1930)

Im Jahr 1655 verfügte der Fürstabt im Fürststift Kempten Roman Giel von Gielsberg, unterhalb der Burg Liebenthann eine Säge zu errichten. 1669 pachtete diese Hans Lieb vom Stift Kempten, mit der Auflage, eine Mahlmühle zu bauen und errichtete selbige im Jahr 1686. 1698 folgte der Anbau eines Wohnhauses im Stil der Spät-Renaissance als Fachwerkbau. In den Jahren 1745–1750 wurde die Mühle grundlegend umgebaut und erhielt ihre heute noch sichtbare barocke Fassung. Die bislang giebelseitige Eingangstür wurde zu einem Fenster. Dafür wurden auf der Traufseite zwei Türen eingebaut, eine erschließt den Mühlen-, die andere den Wohnteil. Der Wohnteil erhielt einen repräsentativen Grundriss mit einem barocken T-Flur im Obergeschoss.
Nach Auflösung des Stifts Kempten im Rahmen der Säkularisation 1803 verkaufte der neue Eigentümer Max Joseph in Bayern die Mühle an den bisherigen Pächter Johann Georg Rudhart. Sie wurde so Privatbesitz. Mitverkauft wurde auch das Wasserrecht, das Fischrecht und das Recht an zwei Trinkwasserquellen im Liebenthanner Wald. Ebenfalls zur Mühle gehörten umfangreiche landwirtschaftlich genutzte Flächen und ein Stallgebäude.
1832 wurde der Mühlenkomplex um eine Remise erweitert. 1864 erhielt die Remise den heutigen Dachstuhl. In dieser Zeit wurde im Obergeschoss der Mühle eine Stube im Biedermeierstil gestaltet.
Der Mahlbetrieb wurde 1916 eingestellt. 1920 gründete sich eine Genossenschaft, die eine Turbine und einen Gleichstromgenerator anstatt der Mahlstühle einbaute. Bis 1964 wurden die umliegenden Gehöfte mit elektrischer Energie versorgt. Nach einem tödlichen Arbeitsunfall des Müllers Eduard Wiedemann wurde 1974 der Sägebetrieb und auch die Landwirtschaft eingestellt. Seit 1988 war das Anwesen unbewohnt und verfiel. Im Winter 1988 stürzte das Stallgebäude unter einer Schneelast ein.
Die einsturzgefährdete Mühle wurde in den Jahren 2006–2009 von Steffen und Brigitte Haid grundlegend saniert und zu einem offenen Denkmal umgebaut. Sie restaurierten das Anwesen, statteten es mit moderner Technik aus und bauten die Mühle zu Wohnzwecken um. Im April 2011 wurde das Projekt mit dem Denkmalpreis des Bezirks Schwaben ausgezeichnet.
Die Mühle bietet heute Wohnraum für den Müller und zwei Ferienwohnungen im Loftstil. Die Turbine wurde ertüchtigt. Seit 2007 wird mit Wasserkraft wieder Strom produziert. In der Remise wurde ein Ausflugslokal eingerichtet. In der Wirtsstube kann eine barocke Einschubdecke aus dem Jahr 1745 betrachtet werden, die aus der Burg Liebenthann stammt.